# Xã Lakin, Quận Harvey, Kansas
Xã Lakin (tiếng Anh: Lakin Township) là một xã thuộc quận Harvey, tiểu bang Kansas, Hoa Kỳ. Năm 2010, dân số của xã này là 331 người.